# Evans (Nueva York)
Evans es un pueblo ubicado en el condado de Erie en el estado estadounidense de Nueva York. En el año 2000 tenía una población de 17.594 habitantes y una densidad poblacional de 162,4 personas por km².

## Geografía
Evans se encuentra ubicado en las coordenadas 42°38′46″N 79°01′59″O / 42.64611, -79.03306.

## Demografía
Según la Oficina del Censo en 2000 los ingresos medios por hogar en la localidad eran de $43 142, y los ingresos medios por familia eran $50 765. Los hombres tenían unos ingresos medios de $39 022 frente a los $26 698 para las mujeres. La renta per cápita para la localidad era de $19 122. Alrededor del 7,0% de la población estaban por debajo del umbral de pobreza.